# نیکلاس یوانو
نیکلاس یوانو (یونانی: Νικόλας Ιωάννου؛ زادهٔ ۱۰ نوامبر ۱۹۹۵) بازیکن فوتبال اهل قبرس است.
از باشگاه‌هایی که در آن بازی کرده است می‌توان به باشگاه فوتبال آپوئل اشاره کرد.
وی همچنین در تیم‌های ملی فوتبال زیر ۱۹ سال قبرس، زیر ۲۱ سال قبرس، و قبرس بازی کرده است.

## زندگی شخصی
پدر نیکلاس یوانو، دمتریس، کاپیتان سابق تیم ملی فوتبال قبرس است. برادر بزرگتر او نیز مایکل یوانو است که یکی از اعضای تیم جوانان قبرس است. او در دوران حضورش در آکادمی منچستریونایتد در دبیرستان سنت جورج آرسی در واکدن، منچستر بزرگ شرکت کرد.